# Hrabstwo Lowndes (Missisipi)
Hrabstwo Lowndes (ang. Lowndes County) – hrabstwo w stanie Missisipi w Stanach Zjednoczonych. Obszar całkowity hrabstwa obejmuje powierzchnię 516,45 mil² (1337,6 km²). Według szacunków United States Census Bureau w roku 2009 miało 59 658 mieszkańców.
Hrabstwo powstało w 1830 roku.

## Miejscowości
- Artesia
- Caledonia
- Columbus
- Crawford
- New Hope (CDP)[4]

| Populacja hrabstwa w poprzednich latach | Populacja hrabstwa w poprzednich latach |
| Rok                                     | Liczba ludności                         |
| --------------------------------------- | --------------------------------------- |
| 1980                                    | 57 314                                  |
| 1990                                    | 59 308                                  |
| 2000                                    | 61 586                                  |
| 2005                                    | 59 895                                  |